# ساندرو (لاعب كرة قدم)
ساندرو (بالإسبانية: Sandro)‏ (14 أكتوبر 1974 في إسبانيا - ) هو لاعب كرة قدم إسباني في مركز الوسط. شارك مع منتخب إسبانيا تحت 16 سنة لكرة القدم ومنتخب إسبانيا تحت 17 سنة لكرة القدم ومنتخب إسبانيا تحت 18 سنة لكرة القدم ومنتخب إسبانيا تحت 19 سنة لكرة القدم ومنتخب إسبانيا تحت 21 سنة لكرة القدم. أما مع النوادي، فقد لعب مع ريال مدريد كاستيا وريال مدريد ونادي لاس بالماس ونادي ليفانتي ونادي مالقا.

## وصلات خارجية
- ساندرو على موقع الاتحاد الدولي (مؤرشف)  (الإنجليزية)
- ساندرو على موقع قاعدة بيانات كرة القدم.إي يو (الإنجليزية)
- ساندرو على موقع Soccerway.com (الإنجليزية)